# Poczwarówka okazała
Poczwarówka okazała (Orcula dolium) – gatunek lądowego ślimaka trzonkoocznego (Stylommatophora) z rodziny beczułkowatych (Orculidae), dla której jest gatunkiem typowym. Muszla żółtawa do rudobrązowej, o wymiarach 6,7–9 x 3–3,6 mm, licząca 8–10,5 skrętki.
Występuje licznie w północnej części Alp i w Karpatach – od Francji po Rumunię i Polskę. Spotykana w ściółce i mchu na zalesionych zboczach, jak również na trawiastym podłożu wśród wapiennych skał do wysokości 2100 m. W Polsce jest spotykana wyłącznie w Tatrach. Została wpisana na Czerwoną listę zwierząt ginących i zagrożonych w Polsce.
Takson politypowy – wyróżniono następujące podgatunki:
- O. dolium brancsikii Clessin, 1887
- O. dolium dolium (Draparnaud, 1801)
- O. dolium edita Ehrmann, 1933
- O. dolium gracilior S. Zimmermann, 1932
- O. dolium infima Ehrmann, 1933
- O. dolium minima (Brancsik, 1887)
- O. dolium obesa (Westerlund, 1887)
- O. dolium pseudogularis A.J. Wagner, 1912
- O. dolium raxae Gittenberger, 1978